# Friederike de Hohenzollern-Sigmaringen

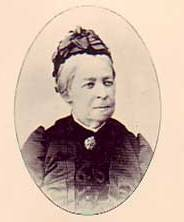
Prințesa Friederike de Hohenzollern-Sigmaringen

Prințesa Friederike Wilhelmine de Hohenzollern-Sigmaringen, germană Friederike von Hohenzollern-Sigmaringen (24 martie 1820 – 7 septembrie 1906) a fost membră a Casei de Hohenzollern-Sigmaringen și Prințesă de Hohenzollern-Sigmaringen prin naștere.

## Familie
Friederike a fost al patrulea și cel mai mic copil a lui Karl, Prinț de Hohenzollern-Sigmaringen și a soției acestuia, Marie Antoinette Murat. Mama ei a fost nepoată de frate a lui Joachim Murat, rege al celor Două Sicilii din 1808 până în 1815 și cumnat al lui Napoleon Bonaparte, prin căsătoria lui Murat cu sora mai mică a lui Napoleon, Caroline Bonaparte.
A fost mătușa regelui Carol I al României.

## Căsătorie și copii
Friederike de Hohenzollern-Sigmaringen s-a căsătorit la Castelul Sigmaringen la 5 decembrie 1844 cu Joachim marchiz Pepoli (1825-1881), nepotul lui Joachim Murat, deputat în parlamentul italian, ministru de finanțe al Emilia-Romagna și om politic al Sardiniei. Cuplul a avut trei copii:
- Laetizia Pepoli (1846-1902), căsătorită în 1868 cu Antonio conte Gaddi (1843-1914); au avut trei copii.
- Antonietta Pepoli (1849-1887), căsătorită în 1872 cu Carlo conte Taveggi (1836-1902), au avut doi copii.
- Luisa Napoleona (1853-1929), căsătorită în  1872 cu Domenico conte Guarini-Matteucci di Castelfalcino (1848-1905); au avut cinci copii.